# White Lake (comté de Sullivan, New York)
Pour les articles homonymes, voir White Lake.
White Lake est une census-designated place du comté de Sullivan, dans l'État de New York, aux États-Unis. En 2020, elle compte une population de 207 habitants.